# Pedro Chappé
Pedro Chappé García, né le 16 août 1945 et mort le 15 mai 2003 en Espagne, est un joueur et entraîneur cubain de basket-ball.

## Famille
Pedro Chappé est le père de l'escrimeuse Taymi Chappé.

## Palmarès
- 3e des Jeux olympiques 1972
- 3e des Jeux panaméricains de 1971
- 3e de l'Universiade d'été de 1970
- 1er des Jeux d'Amérique centrale et des Caraïbes de 1974
- 2e des Jeux d'Amérique centrale et des Caraïbes de 1970
- 3e des Jeux d'Amérique centrale et des Caraïbes de 1966